# Castanyer bord
El castanyer bord o castanyer d'Índia (Aesculus hippocastanum), és un arbre caducifoli de la família de les sapindàcies nadiu d'una petita àrea de les muntanyes dels Balcans, al sud-est europeu, principalment al nord de Grècia però també a Albània i a Macedònia del Nord. És àmpliament cultivat a tots els països de clima temperat (sobretot a Europa central) i s'empra en molts casos com a arbre ornamental.
També pot rebre els noms de castanyer agre, castanyer de cavall, castanyer de mal de queixal i castanyer d'Índia comú. Addicionalment hi ha les variants lingüístiques castanyer d'Índies, castanyer de l'Índia, marronyer i morronyer.
El fruit s'acostuma a denominar castanya, però també pot rebre els noms de castanya borda, castanya índia, castanyes bordes, castanyes de castanyer bord i existeix la variant lingüística pilongues.

## Morfologia
Arbre que fa entre 15 i 30 m d'alçada, de rel axonomorfa, escorça d'un color marró grisós amb unes branques gruixudes que tenen unes marques molt característiques en forma de ferradura on hi creixien les fulles prèviament, i una copa alta i rodona.
Les fulles tenen un color verd fosc, són peciolades (els pecíols fan 5,5-18,5 cm), oposades i compostes; contenen 5-7 folíols obovats (9,5-33 cm), estretes cap a la base i amb un marge serrat i irregular (solen fer uns 25 cm de llarg).
Les flors són blanques amb taques grogues i vermelles, i lleugerament zigomorfes. Es troben disposades en altes panícules erectes, tenen 4 o 5 pètals desiguals i pubescents; i set estams de diferent mida (normalment fan uns 5-8 mm. i són més llargs que els pètals). La inflorescència mesura uns 12-32 cm, és piramidal, erecta, i sobresurt per sobre de les fulles.
Tant les fulles com les flors estan rodejades per una protecció resinosa que evita que els afecti el fred i la humitat. El calze fa uns 5-8 mm., i té una forma campanulada amb 5 lòbuls lleugerament desiguals. El fruit encapsulat i espinós és molt semblant a una castanya, fa uns 6 cm de diàmetre, i conté en el seu interior 2 petites llavors de color vermellós.

## Distribució
Contràriament al que pot suggerir el seu nom vernacle "castanyer d'Índies", aquest arbre és originari del sud-est d'Europa. La seva distribució natural està fragmentada a les muntanyes dels Balcans del sud: principalment a Grècia i Albània, i més localment a Macedònia i Bulgària. Hi creix de manera natural al bosc caducifoli mixt, sovint coexistint amb carpíns (Carpinus betulus), aurons i til·lers, en ambients frescos i humits, a una altitud de 700 a 1200 m, en sòls força rics, sovint al fons del vessant de valls calcàries o en sòls al·luvials.
Aquesta distribució original actual, molt restringida, correspon en realitat a un refugi on l'espècie va ser retrocedida durant les últimes glaciacions. El clima de l'Holocè (període climàtic actual) va tornar a ser favorable per aquesta espècie en bona part d'Europa, però va romandre bloquejat als Balcans meridionals on es va conformar amb pujar d'altitud quan el clima s'escalfa. Aquesta espècie tenia una distribució molt més àmplia durant el Plistocè primerenc. Pòl·lens antics d'aquesta espècie que daten d'interglacials anteriors s'han trobat arreu d'Europa, inclosa la Península Ibèrica. S'ha mantingut confinat al sud dels Balcans per topografia donat el baix poder de dispersió de les llavors. Les castanyes són molt sensibles a la dessecació i no poden germinar a l'aire lliure en sòls massa secs, de manera que l'espècie no es pot propagar per si sola fora dels microhàbitats frescs i humits. Atesa la morfologia dels fruits, és probable que un mamífer o un ocell, possiblement de la megafauna del Plistocè, estigués especialitzat en el consum i dispersió de castanyes (zoocòria, el gaig amb les glans d'alzines i roures, o l'esquirol amb les avellanes), i aquest animal amb el qual hauria coevolucionat el castanyer hauria desaparegut durant els últims períodes glacials, reduint així molt el poder de dispersió i reconquesta del castanyer. La fauna europea actual només rarament consumeix castanyes (no obstant això, la Cotorra de Kramer Psitacula krameri recent introduït, aprecia els insectes d'aquest arbre i els seus fruits, i els consumeix en grans quantitats, alhora que rebutja les castanyes i, per tant, podria convertir-se en un nou agent de dispersió). Avui és l'home qui ha tornat a dispersar l'espècie per Europa, plantant-la abundantment per a l'ornament de ciutats i parcs. Els nens que juguen llençant les castanyes sovint tornen a sembrar castanyers a prop, o fins i tot molt més lluny, i així l'espècie s'ha convertit en subespontània a bona part d'Europa.

## Etimologia
Aesculus és el nom llatí de l'alzina i hippocastanum significa castanya de cavall, ja que antigament els turcs utilitzaven el seu fruit per alleujar la tos i l'asma dels seus cavalls.

## Ecologia
Creix en sòl arenós, normalment floreix entre el principi i meitat de primavera i els seus fruits s'acostumen a recol·lectar des de meitat a finals d'estiu.
És un arbre relativament rar a la seva àrea nadiua, a les muntanyes dels Balcans i es considera que en queden uns 10.000 exemplars en estat salvatge, amb poblacions força fragmentades. A més, els darrers anys les seves poblacions han estat severament afectades pel defoliador invasiu Cameraria ohridella, per això el seus nombre està en declivi i actualment se l'avalua com a espècie vulnerable.

## Farmacologia

### Part utilitzada (droga)
Fulles, escorça i llavors (pericarpi i cotiledons).

### Composició química
Escorça
- Heteròsids cumarínics (2-3%): escolòsid, fraxósid.
- Tanins teta bric
- Leucoantocianòsids
- Flavonols: glucòsids de quercetol
- Alantoïna
- Fitoesterols

Pericarpi
- Tanins catèquics
- Saponòsids
- Pectina
- Potassi
- Calci
- Oli eteri

Cotiledons
- Escina: conjunt de saponines triterpèniques (ex. protoescigenina i barringtogenol C).
- Flavonoides: esculina.

Fulles
- Heteròsids cumarínics: escolòsid, escopoletòsid, fraxòsid flavonols derivats del ramnetol i kenferol.
- Tanins leucoantocianòsids
- Fitoesterol: sitosterol, estigmaterol, campestrol.

### Acció farmacològica
És un tònic venós o vasoprotector que aconsegueix disminuir la viscositat de la sang, tornant-la més líquida, redueix el temps de sedimentació provocant una descongestió dels vasos sanguinis i augmenta la resistència capil·lar gràcies a l'acció de l'escina i l'esculòsid.
L'escina, a més té propietats antiimflamatòries i controla la permeabilitat dels vasos (activitat antiedematosa). En conjunt realitza una activitat antivitamínica P.
Els saponòsids faciliten la difusió d'altres principis actius quan són aplicats per via tòpica.
Els tanins donen un efecte astringent.

### Usos medicinals
Pot aplicar-se en forma de pomada per via externa, ja que redueix el diàmetre de les venes disminuint la inflamació provocada per varius, flebitis, insuficiència venosa i altres trastorns circulatoris (com per exemple edemes, equimosi, cuperosi rosàcia).
En ser un potent vasoconstrictor es fa servir envers les hemorroides per reduir el seu volum (al tenir una elevada turgència) i alleujar el seu dolor.
L'extracte sec es prepara en forma de càpsules que s'ingereixen per via oral en casos de fragilitat capil·lar, epistaxi, metrorragia, dismenorrea, etc.

### Usos homeopàtics
També s'utilitza per tractar problemes circulatoris (varius, flebitis, crisis hemorroïdals, etc.) realitzant una funció de drenatge i normalment s'administra en forma de gotes i associada amb altres plantes.
Es solen prendre aproximadament 10 min. abans o 30 min. després dels àpats i allunyat de les infusions.
Segons la nova legislació no es poden preparar gotes complexes a la farmàcia, només alguns laboratoris autoritzats poden fer-ho.

### Contraindicacions i toxicitat
No és recomanable en casos d'embaràs, lactància, nens menors de 10 anys i gent que està tractant-se amb anticoagulants (AAS o Warfarina).
L'efecte secundari més comú és la confusió de les llavors del Aesculus hippocastanum amb les del castanyer (Castanea sativa) que pot provocar gastroenteritis, midriasi i somnolència (la closca del fruit és tòxica).
Els saponòsids poden produir irritació de les mucoses digestives). Els escolòsids són capaços de produir dermatitis de contacte.

## Galeria d'imatges

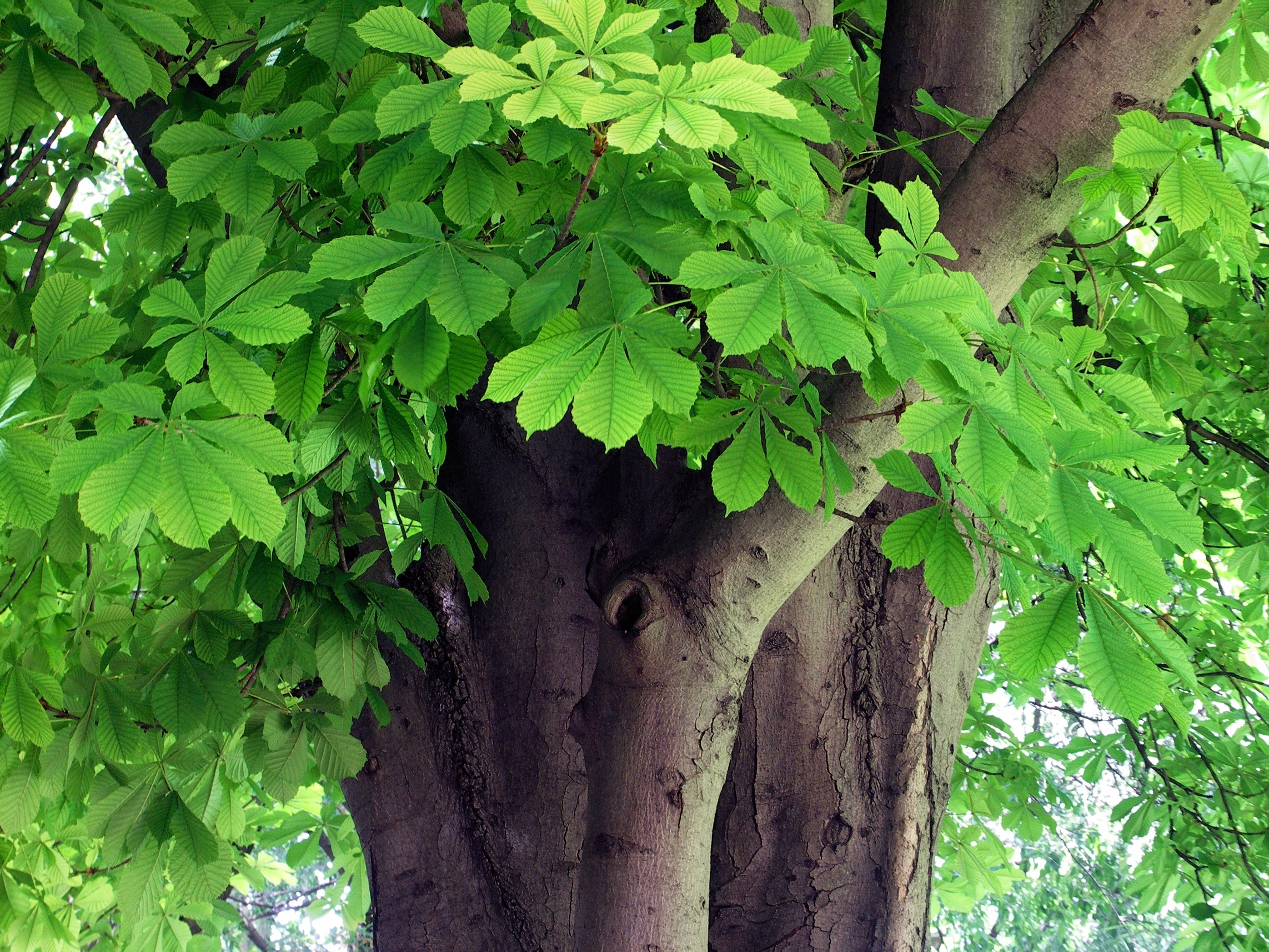
Fulles i tronc
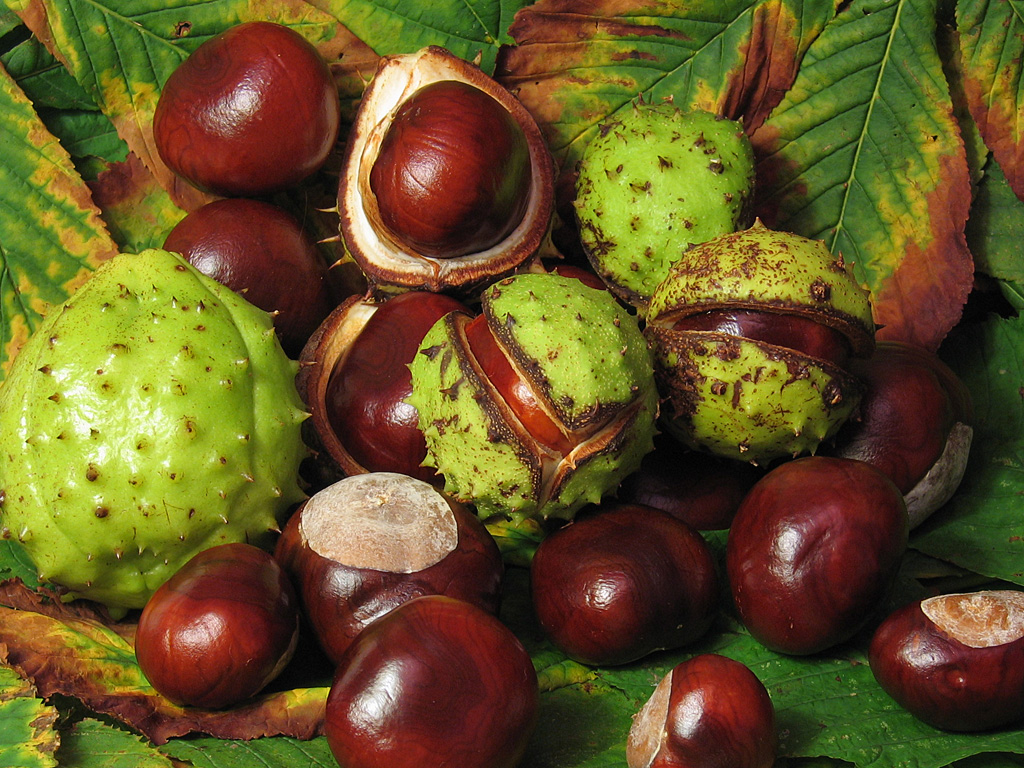
Fruits
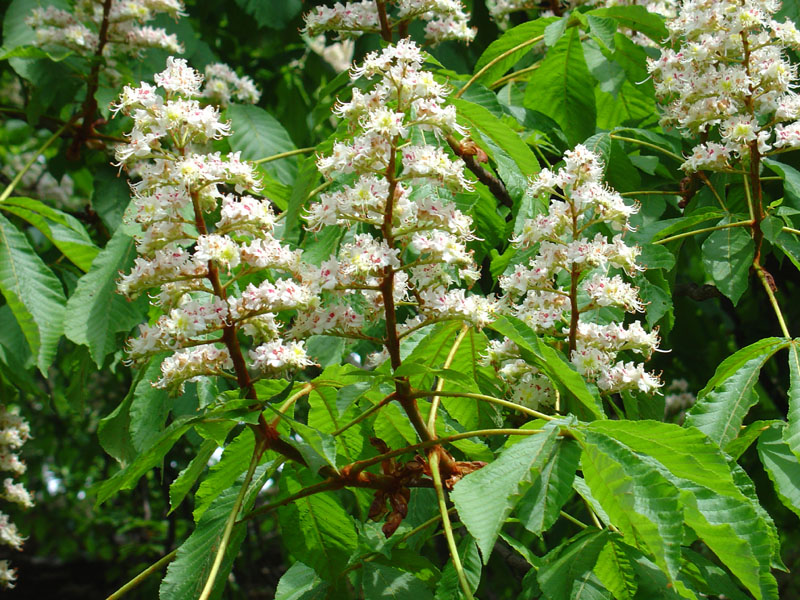
Fulles i flors
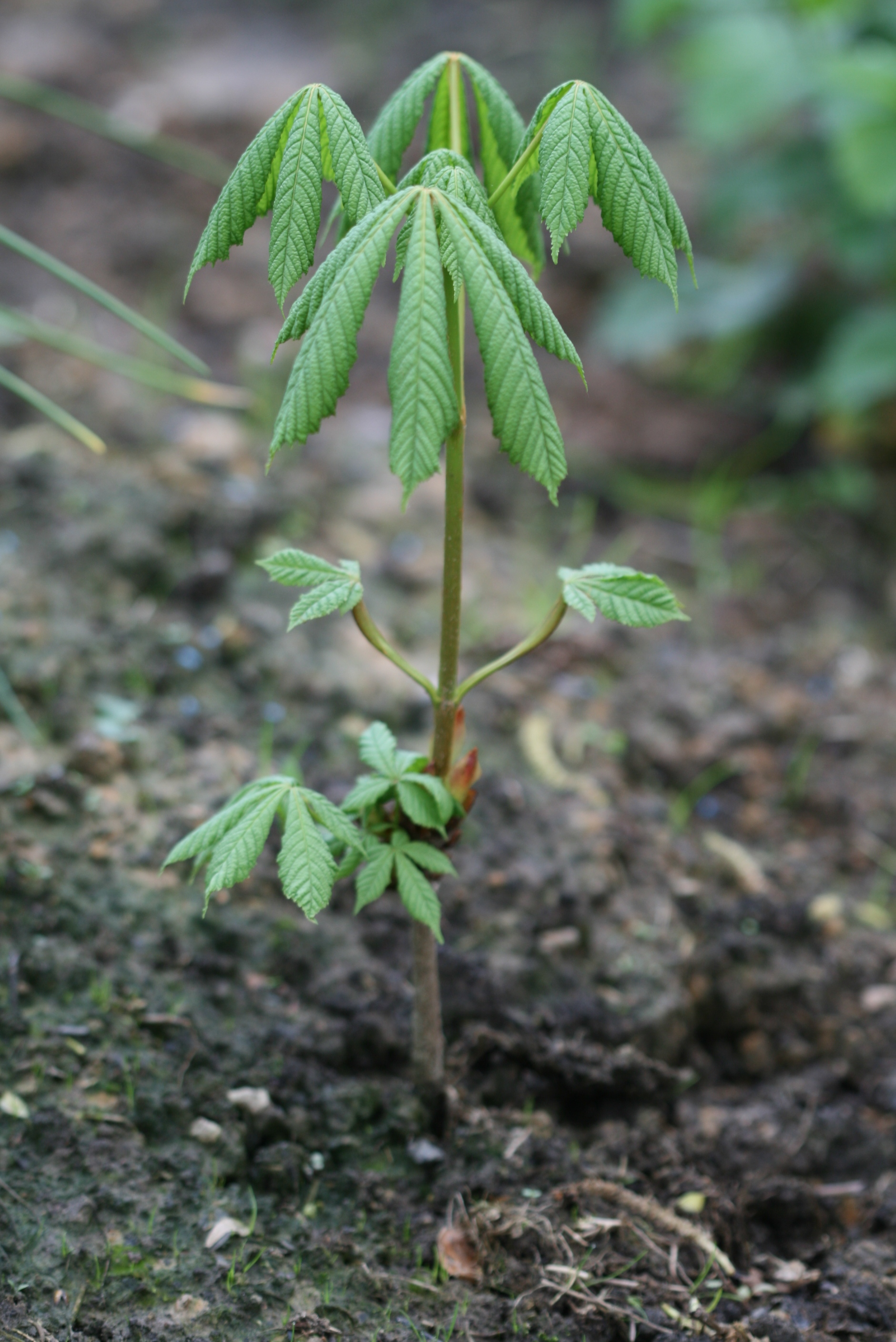
Planta jove de castanyer d'Índies